# Lailatou Amadou Lele
 (mars 2025).
Lailatou Amadou Lele est une taekwondoïste nigérienne née le 29 mai 1983 ,. Elle a concouru dans la catégorie poids plume (57 kg) aux Jeux olympiques d'été de 2008 à Pékin,. Elle a été disqualifiée de la compétition pour des raisons inconnues, ce qui a permis à sa première adversaire, la Brésilienne Debora Nunes, d'obtenir un laissez-passer automatique pour le tour suivant .